# マザーエンタープライズ
株式会社マザーエンタープライズは、日本の芸能事務所。

## 概要
- 1982年、福田信、佐藤庄平、大友康平らによって設立された。
- かつてはマザー&チルドレンというレコード会社を持っていた。当時の所属アーティストは様々な権利の関係上、レコード等の発売に関して大手のレコード会社の言いなりにならざるを得ない状況があり、マネジメント事務所やアーティストの考えが反映されづらくなっていた。それに対し「正直者がバカを見ないレコード会社を作ろう」との考えの下で発足。楽曲権利の管理をマザー関連会社で行うことにより、当時の他社アルバムよりも安い価格設定をし、事務所やアーティストだけでなく、購入者のメリットもあるとしていた。当初は日本コロムビアが販売を請け負っていたがその後、ワーナー・ミュージック・グループ傘下となり、発売元がMMG→イーストウエスト・ジャパン→ワーナーミュージック・ジャパンと変遷した。ただし、RED WARRIORSのCDリリースはマザー&チルドレンではなく、日本コロムビアである。

## エピソード
- 1980年代後半に、「MotherPapper」というタイトルの情報紙を発行し、所属アーティストのライブ会場などで配付していた。
- 尾崎豊が「マザー&チルドレン」所属時に発表した音源は、シングル『核 (CORE)』『太陽の破片』とアルバム『街路樹』である。また、事務所離脱時には関係がかなりこじれ、尾崎がROAD & SKY移籍後に発表した曲『RED SHOES STORY』（アルバム『誕生』収録）においてマザーエンタープライズを皮肉っている。
- 1980年代後半から90年代にかけて、いわゆる総合格闘技の興行にも進出していた時期がある。中でも創業者の福田が前田日明と懇意だったため、前田を支援する形で第2次UWFの立ち上げに深く関与していた[1]。

## 役員
- 福田信（会長）
- 渡部道介（代表取締役）

## 所属アーティスト
- sachi.

### 過去の所属アーティスト
- HOUND DOG
- 尾崎豊
- THE STREET SLIDERS
- RED WARRIORS
- THE HEART
- LOOK
- 泉谷しげる
- 今西太一
- 及川光博
- 矢野真紀
- ワカバ
- ウラニーノ

## 関連会社
- （株）喝采
- （株）グランドマザー・ミュージックビジョン
- （株）TOIL&MOIL
- （株）ベイブリッジスタジオ中目黒